# Concesión de tierras del Tati
La Concesión Tati o Concesión de tierras del Tati era una concesión de tierras y minas creada en los territorios fronterizos occidentales del Reino Matabele. La concesión fue otorgada originalmente por el rey Matabele, Lobengula, hijo de Mzilikazi, a Sir John Swinburne a cambio de oro y armas. Fue administrada por el territorio conocido como Protectorado de Bechuanalandia después de 1893, pero se le anexionó formalmente mediante la Proclamación Número 2 de 1911 del Alto Comisionado de Bechuanalandia. Su administración local corría a cargo de un juez de paz.
La principal ciudad de esta región es Francistown, actualmente uno de los asentamientos más importantes de Botsuana.

## Cronología
- 1864: Los europeos descubren oro en la zona del río Tati, entonces parte del reino Matabele.[4][5]
- 1870: Concesión otorgada a la London and Limpopo Mining Company de Sir John Swinburne.[6][7]
- 1880 La concesión fue revocada por impago del canon anual, y en su lugar se otorgó la concesión a la Northern Light Mining Company, un sindicato formado por Danial Francis, Samuel Howard Edwards (1827-1922) y otros.[6][7] Posteriormente, la Northern Light Company pasó a llamarse Tati Concessions, Ltd.
- 1893: Tati Land se separa de Matabeleland y queda bajo la jurisdicción del Comisionado Residente británico del Protectorado de Bechuanalandia.
- 21 de enero de 1911: Anexión a Bechuanalandia (actual Botsuana) mediante la Ley de Tierras de las Concesiones de Tati, con un acuerdo especial para preservar los derechos de acceso de los Ferrocarriles de Rodesia (actuales Ferrocarriles Nacionales de Zimbabue).[8]